# Oluf Wold-Torne

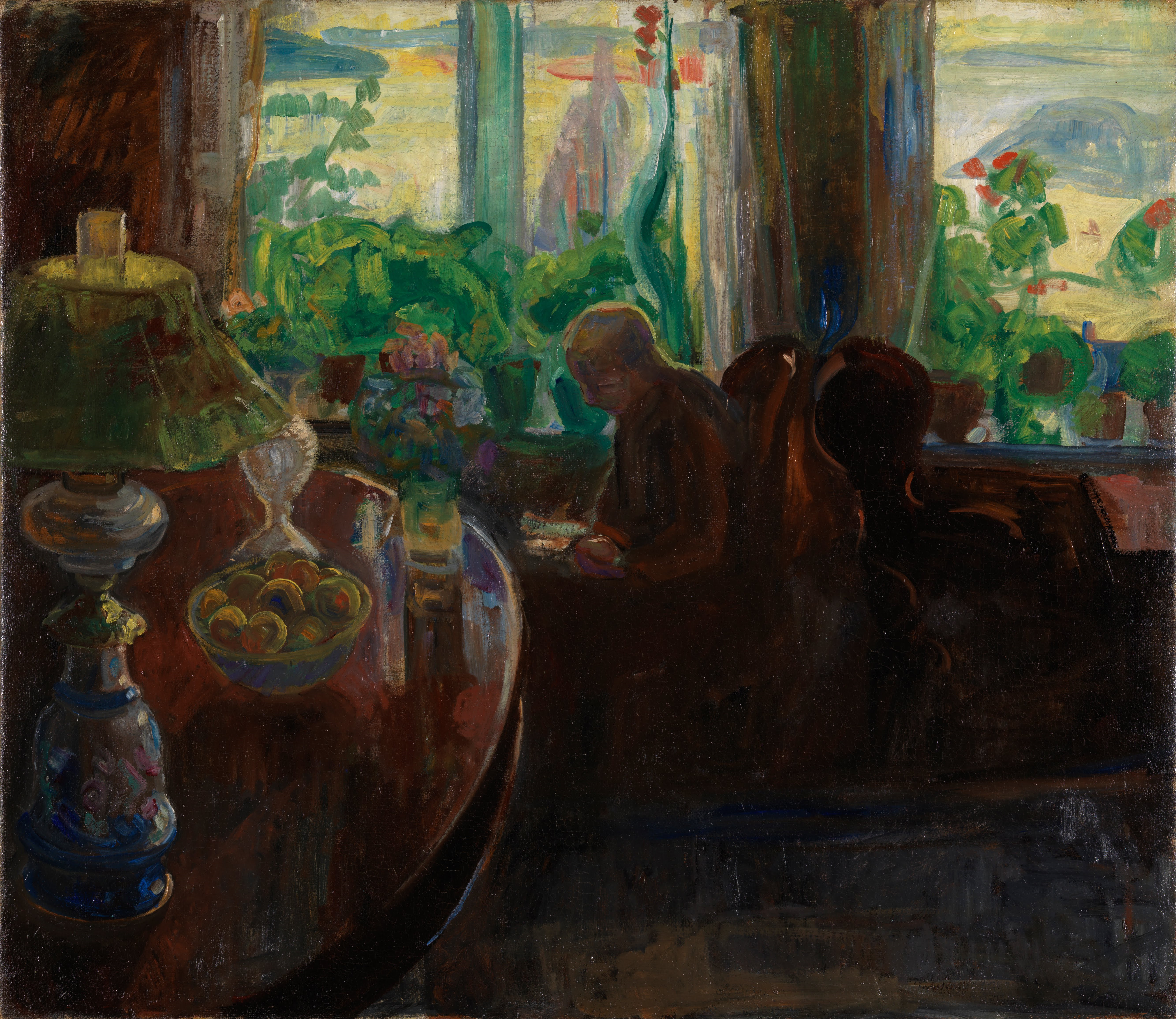
Oluf Wold-Torne, målad av Thorvald Erichsen.

Oluf Wold-Torne, född den 7 november 1867 i Soon, död den 19 mars 1919 i Kristiania, var en norsk målare. Han var måg till biskop Nils Laache.
Wold-Torne var i flera år elev av Zahrtmann i Köpenhamn och 1893 av Roll i Paris, dit han sedan flera gånger återkom. Inflytandet från Zahrtmann är lika genomgående i hans tidigare verk som påverkan från franska impressionister och från Cézanne i de följande. Wold-Thorne har också kallats Norges Cezanne. Georg Nordensvan kommenterar utvecklingen i Nordisk familjebok: "Han förblef likväl i hög grad personlig, uppgick intensivt i sitt sträfsamma sökande och kämpade hårdnackadt med sitt ibland motsträfviga material. I målningen var färgen för honom hufvudsaken, och denna färg var stark, fyllig och ljuskraftig."
Wold-Torne målade porträtt, figurer i interiör, naket, landskap, djur (Unghästen på fjället, utställd 1914) och med förkärlek blommor och stilleben. Wold-Tornes utveckling gick från realism fram till en koloristisk dekorativ stil. Han utvecklade en frodig ornamental fantasi med utgångspunkt hos Bindesbøll, på detta område även påverkad av Munthe och Werenskiold. 
Wold-Tornes kartonger till vävnader har en stor, enkel form, praktfull hållning och utsökt vacker färgverkan (Julpsalm, utförd i gobelängvävnad, på jubileumsutställningen i Kristiania 1914). Han gjorde även ritningar till glasfönster, broderier, bokband, fajansföremål, dekorativa friser med mera och hade stort inflytande på den norska textilkonstens utveckling. Från 1912 var han överlärare vid Haandverks- og kunstindustriskolen i Kristiania.
Wold-Torne är representerad i Nasjonalmuseet, Skien kommune, Telemark Museum, Nordnorsk Kunstmuseum, Norsk Teknisk Museum, Lillehammer kunstmuseum, Nordenfjeldske Kunstindustrimuseum, Drammens Museum, Stortingets kunstsamling, Ateneum, Göteborgs konstmuseum (Det gamla badhuset), Nationalmuseum (Syrener) och Malmö museum